# Change of Heart
«Change of Heart» — второй сингл со второго альбома Синди Лопер True Colors.

## Информация о сингле
Автор песни — Эссра Мохоук. Бэк-вокал для «Change of Heart» записали участницы группы The Bangles.
В видеоклипе, снятом в Лондоне, Синди танцует на площади Пикадилли в окружении музыкантов и прохожих.
На сегодняшний день «Change of Heart» является последней композицией Синди, вошедшей в пятёрку лучших синглов США. В Израиле сингл дебютировал на первом месте.
В 2005 году Синди записала акустическую версию «Change of Heart», которая не вошла в сборник акустических интерпретаций старых хитов Синди The Body Acoustic, но была доступна для скачивания на официальном сайте певицы.

## Чарты
| Страна         | Позиция в чарте |
| -------------- | --------------- |
| Австралия      | 15              |
| Великобритания | 67              |
| Германия       | 22              |
| Израиль        | 1               |
| Канада         | 7               |
| Колумбия       | 5               |
| Новая Зеландия | 41              |
| США            | 3               |
| Франция        | 8               |
| Чили           | 4               |
| Швеция         | 15              |

## 12" LP Single
1. Change of Heart (Extended Version) 7:52 (Синди Лопер, Эссра Мохоук)
2. Heartbeats 4:49 (Синди Лопер, Эссра Мохоук)
3. Change of Heart (Instrumental) 5:52 (Синди Лопер, Эссра Мохоук)
4. Witness 3:38 (Синди Лопер, Джон Тьюри)

## Официальные версии
1. Edit Version 3:58
2. Extended Version 7:52 — вошла в сборник ремиксов 1989 года The Best Remixes.
3. Heartbeats 4:49
4. Instrumental 5:52
5. AOR Mix 4:24